# Pawłów
Pawłów este o arie protejată (sit de importanță comunitară — SCI) din Polonia întinsă pe o suprafață de 870,95 ha, integral pe uscat.

## Localizare
Centrul sitului Pawłów este situat la coordonatele 51°08′51″N 23°09′37″E / 51.1475°N 23.1604°E.

## Înființare
Situl Pawłów a fost declarat sit de importanță comunitară în octombrie 2009 pentru a proteja 3 specii de plante și 13 specii de animale.

## Biodiversitate
Situată în ecoregiunea continentală, aria protejată conține 7 habitate naturale: Ape puternic oligomezotrofe cu vegetație bentonică cu Chara spp., Pajiști cu Molinia pe soluri calcaroase, turboase sau argilos-nămoloase (Molinion caeruleae), Fânețe de joasă altitudine (Alopecurus pratensis, Sanguisorba officinalis), Mlaștini turboase de tranziție și turbării mișcătoare, Mlaștini alcaline, Păduri de stejar și carpen Galio-Carpinetum, Păduri aluvionare cu Alnus glutinosa și Fraxinus excelsior (Alno-Padion, Alnion incanae, Salicion albae).
La baza desemnării sitului se află mai multe specii protejate:
- plante (3): Angelica palustris, papucul doamnei (Cypripedium calceolus), moșișoare (Liparis loeselii)
- amfibieni (2): buhai de baltă cu burta roșie (Bombina bombina), triton cu creastă (Triturus cristatus)
- mamifere (1): vidră de râu (Lutra lutra)
- nevertebrate (7): fluturele auriu (Euphydryas aurinia), libelule (Leucorrhinia pectoralis), fluturele purpuriu (Lycaena dispar), Lycaena helle, Ophiogomphus cecilia, Phengaris nausithous, Phengaris teleius
- pești (2): țipar (Misgurnus fossilis), Rhynchocypris percnurus
- reptile (1): țestoasa de baltă (Emys orbicularis)